# شجاع‌الدین لشکرلو
شجاع‌الدین لشکرلو (زادهٔ ۳ شهریور ۱۳۲۴)، موسیقی‌دان، نوازندهٔ ویلن و مُدرسِ موسیقی اهل ایران است.

## زندگی‌نامه
شجاع‌الدین لشکرلو، سوم شهریور سال ۱۳۲۴ در تهران متولد شد. از سن ۷ سالگی و به مدت ۶ سال به فراگیری ساز ویلن نزد حسین یاحقی روی آورد و در سن ۱۳ سالگی به هنرستان موسیقی ملی راه یافت. در هنرستان ویلن کلاسیک را نزد والودیا تارخانیان آموخت و در ادامه نزد حشمت سنجری و چند نفر از مدرسان خارجی آموخته‌های خود را تکمیل کرد. او از سال ۱۳۴۶ با ارکسترهای موسیقی همکاری خود را آغاز کرد و به عنوان کنسرت مایستر در ارکستر رادیو تلویزیون ملی ایران برنامه‌های متعددی را به اجرا گذاشت.
وی هم‌زمان توانایی اجرای سولیستی ویلن ایرانی و ویلن کلاسیک غربی را داشت و به همین علت مورد توجه و علاقهٔ علی تجویدی بود.او پس از سال‌ها فعالیت هنری و تدریس در تهران و کرمان، به شهر شیراز نقل مکان کرد و به تربیت هنرجویان مشغول شد.

## فعالیت‌های هنری
از جمله فعالیت‌های هنری شجاع‌الدین لشکرلو، به موارد زیر می‌توان اشاره کرد:
نوازندگی در ارکستر گل‌ها به رهبری جواد معروفی، نوازندگی در ارکستر فارابی به رهبری مرتضی حنانه، نوازندگی در ارکستر باربد به رهبری فریدون ناصری، نوازندگی در ارکستر صبا، نوازندگی در ارکستر نکیسا به رهبری مصطفی کسروی، ارکستر فرهنگ و هنر (ارکستر تالار رودکی) به رهبری حسین دهلوی، نوازندگی در ارکستر سمفونیک تهران به رهبری فریدون ناصری، تدریس در هنرستان موسیقی ملی، تدریس در هنرستان موسیقی تهران

## آثار هنری
از جمله آثار هنری شجاع‌الدین لشکرلو، به موارد زیر می‌توان اشاره کرد:
- تکنواز ویلن آلبوم موسیقی «چهارگاه» برای ویلن، آواز و ارکستر به آهنگسازی فرهاد فخرالدینی و خوانندگی محمدرضا شجریان[۳]
- تکنواز ویلن «چهارمضراب چهارگاه» به آهنگسازی فرهاد فخرالدینی[۴]
- اجرای ویلن و گسترش کادانس قطعه «شوشتری برای ویلن و ارکستر» اثر حسین دهلوی[۵]
- تکنواز ویلن «چهارمضراب حجاز» به آهنگسازی مرتضی حنانه
- تکنواز ویلن «فانتزی برای ویولن و ارکستر» در دستگاه ماهور به آهنگسازی حسینعلی ملاح و تنظیم مرتضی حنانه